# Мельников, Иван Иванович (политик)
Ива́н Ива́нович Ме́льников (род. 7 августа 1950, Богородицк, Тульская область) — российский политик. Первый заместитель председателя Государственной Думы ФС РФ с 21 декабря 2011 года. Заслуженный работник высшей школы Российской Федерации (2010).
Первый заместитель председателя ЦК Коммунистической партии Российской Федерации. Профессор Московского государственного университета им. М. В. Ломоносова. Секретарь ЦК КПСС (1991). Депутат Государственной Дума второго (1995—1999), третьего (1999—2003), четвёртого (2003—2007), пятого (2007—2011), шестого (2011—2016), седьмого (2016—2021) и восьмого (с 2021) созывов, член фракции КПРФ, с 1995 года член Президиума ЦК КПРФ, секретарь ЦК КПРФ с 1995 по 1997 год, заместитель председателя ЦК КПРФ с 1997 по 2004 годы, первый заместитель председателя ЦК КПРФ с 2004 года.
Из-за поддержки российско-украинской войны — под санкциями 27 стран ЕС, Великобритании, США, Канады, Швейцарии, Австралии, Японии, Украины, Новой Зеландии.

## Биография
Родился 7 августа 1950 года в городе Богородицке Тульской области в семье служащего. В 1972 году окончил механико-математический факультет Московского государственного университета им. М. В. Ломоносова (МГУ), специальность — математик. В том же году стал членом КПСС. Трудовую деятельность начал в 1972 году преподавателем спецшколы-интерната при МГУ. Окончил аспирантуру мехмата МГУ; работает на этом факультете (старший инженер лаборатории, ассистент, старший преподаватель, доцент, профессор). Был секретарём парткома мехмата.
В 1982 году защитил диссертацию на соискание учёной степени кандидата физико-математических наук (тема — «Смешанная задача для гиперболического уравнения второго порядка в областях с нерегулярной границей»). С 1986 по 1988 год — председатель объединённого профсоюзного комитета МГУ. С 1988 по 1991 год — секретарь парткома МГУ.

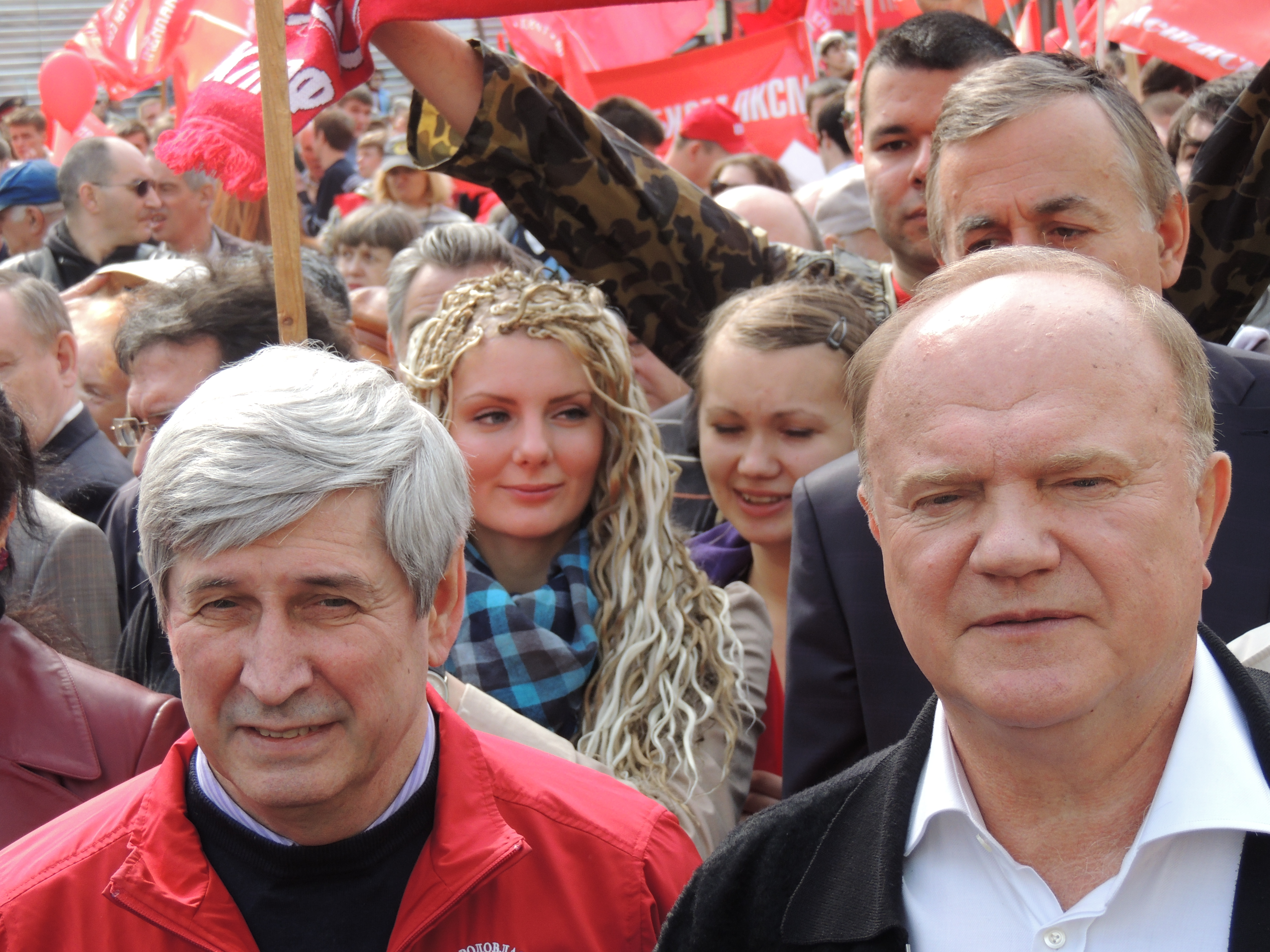
Иван Мельников и Геннадий Зюганов на первомайском митинге, 2012 г.

В 1987 году И. И. Мельников стал заведующим только что созданного кабинета методики преподавания элементарной математики при кафедре математического анализа, и продолжает им заведовать (научным руководителем кабинета является профессор кафедры теории функций и функционального анализа М. К. Потапов). Основные направления деятельности кабинета — подготовка студентов мехмата по специализации «преподаватель математики» и повышение уровня школьного математического образования. Все желающие студенты факультета проходят специальный курс обучения при кабинете, а по окончании обучения получают дополнительный сертификат о присвоении им квалификации «преподавателя математики».
13 июля 1990 года на XXVIII съезде КПСС избран членом ЦК КПСС. 14 июля того же года на первом организационном Пленуме ЦК КПСС нового состава избран одним из пяти членов Секретариата ЦК КПСС (вновь учреждённая должность). 26 июля 1991 года на новом Пленуме ЦК переведён из членов Секретариата в секретари ЦК КПСС, но эту должность занимал недолго: в конце августа того же года ЦК КПСС был распущен.
Начиная с 1991 года И. И. Мельников принимал участие в создании и становлении Коммунистической партии Российской Федерации (КПРФ), в 1993 году был избран в ЦИК КПРФ, с 22 января 1995 года член Президиума ЦК КПРФ, с 22 января 1995 года по 20 апреля 1997 года — секретарь и председатель комиссии по международным связям ЦК КПРФ, с 20 апреля 1997 года — заместитель председателя ЦК КПРФ (по идеологии). С 3 июля 2004 года — первый заместитель председателя ЦК КПРФ.
В 1995 году избран депутатом Государственной Думы второго созыва по списку КПРФ. В 1999 году избран депутатом Государственной Думы третьего созыва по списку КПРФ. С марта 1999 года до сентября 2002 года входил в состав коллегии Министерства образования РФ. Участвовал в разработке законопроекта «О государственном стандарте основного общего образования».
В 1999 году И. И. Мельников защитил диссертацию на соискание учёной степени доктора педагогических наук (тема — «Научно-методические основы взаимодействия школьного и вузовского математического образования в России»). В 2002 году стал профессором кафедры математического анализа мехмата МГУ.
В 2002 году по инициативе центристских фракций снят с поста председателя комитета Госдумы по образованию и науке. Возглавлял предвыборный штаб КПРФ накануне думских выборов 2003 года. 7 декабря 2003 года избран депутатом Госдумы четвёртого созыва. Вошёл в состав фракции КПРФ.
В 2004 году Зюганов назвал Мельникова одним из возможных преемников на посту лидера партии. Отмечались его наибольшие шансы стать им, Дмитрий Чёрный высказывался, что Мельников «привлекает думающих членов партии, а также имеет наибольшие по сравнению с другими кандидатами заслуги перед КПРФ». А Дарья Митина в 2006 году указывала Мельникова как "второе лицо в КПРФ".
В 2005 году возглавил список КПРФ на выборах в Московскую городскую думу.
С 2007 года — депутат Госдумы России пятого созыва, возглавлял избирательный список КПРФ по городу Москве. 24 декабря 2007 года избран заместителем председателя Госдумы.
В 1997—1999 годах был председателем комиссии по науке и технологиям Парламентской ассамблеи Совета Европы.
21 декабря 2011 года избран на учреждённую должность первого заместителя председателя Госдумы VI созыва.
10 июня 2013 года представители КПРФ сообщили о выдвижении Мельникова кандидатом на должность мэра Москвы. 17 июня 2013 года конференция Московского городского отделения КПРФ официально утвердила Мельникова в качестве кандидата на должность мэра Москвы. Выборы состоялись 8 сентября 2013 года. Мельников набрал 10,69 % голосов избирателей, принявших участие в голосовании, и занял третье место.

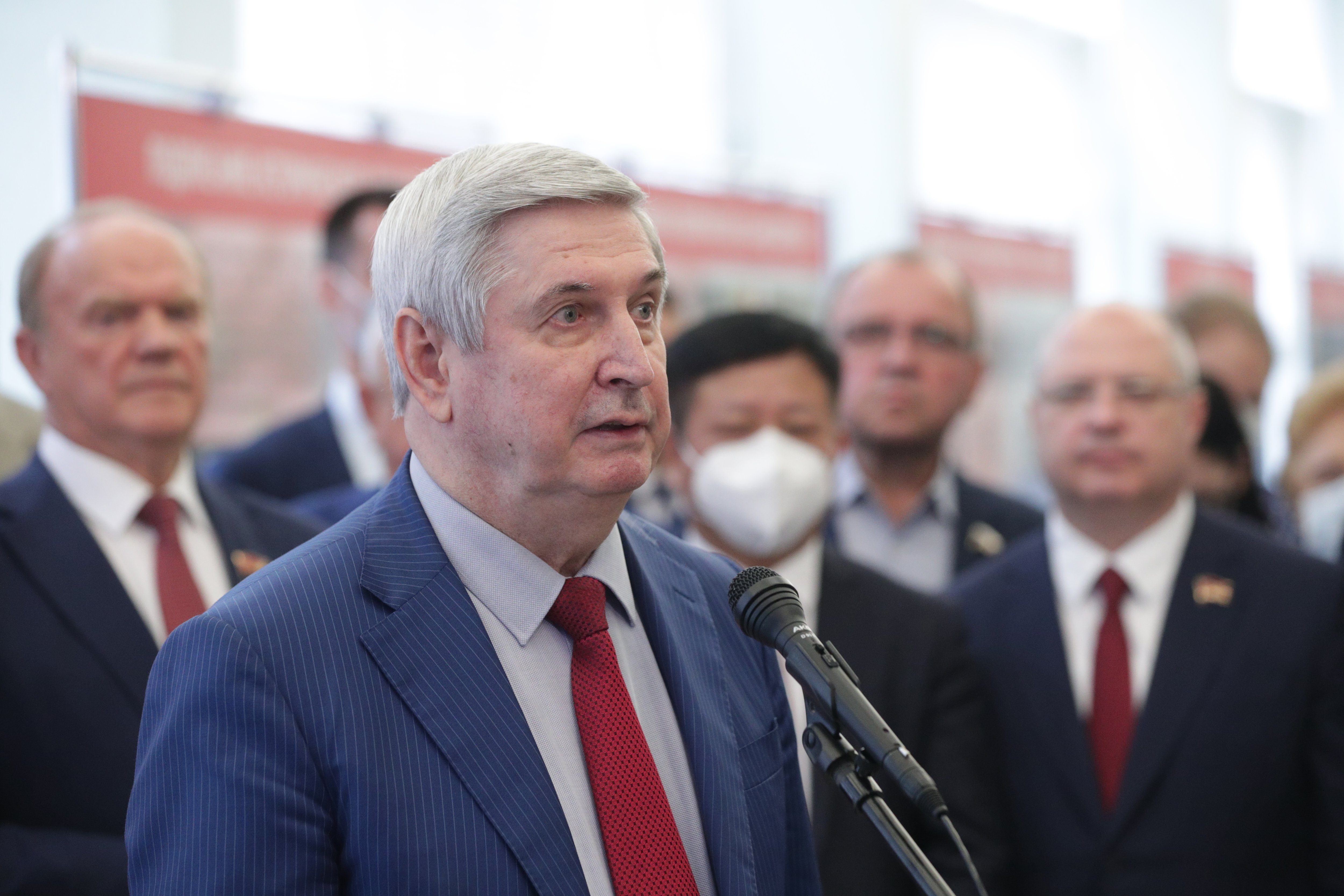
2021 год

Мельников является противником ЕГЭ и критиком правительственной реформы системы образования, активно выступает против введения в российское образование западных стандартов.
11 марта 2022 года США ввели санкции против 12 депутатов Госдумы, которые были задействованы в признании независимости ЛНР и ДНР, среди них — Мельников. 15 марта аналогичные санкции ввела Япония.

## Законотворческая деятельность
С 1995 по 2019 год, в течение исполнения полномочий депутата Государственной Думы II, III, IV, V, VI и VII созывов, выступил соавтором 230 законодательных инициатив и поправок к проектам федеральных законов.
12 мая 2021 года Иван Мельников голосовал от имени отсутствовавшего в зале председателя Государственной думы России Вячеслава Володина («Единая Россия»).

## Личная жизнь
Вдовец (жена, Наталья Ивановна Мельникова, работала фармацевтом в одной из московских аптек; умерла 22 декабря 2006 года). Два сына — Иван (род. 1976), в 2003 году основал Мини-футбольный клуб КПРФ и его президент) и Владимир — и дочь Наталья.

## Взгляды
- Жизненный девиз: «Если можешь помочь, значит, должен помочь!»[17]
- «Я хочу отметить, что я имею опыт работы с людьми разных взглядов, разных убеждений. Когда я возглавил в Госдуме комитет по образованию и науке, который до того возглавлял представитель партии власти, в аппарате многие ожидали увольнения. Но этого не случилось, потому что в профессиональной работе мне важны не взгляды человека, а его потенциал. Надо каждому талантливому человеку дать возможность раскрыться» (2013)[24]
- «Что касается отношения к различным фигурам, то у нас в партии есть люди разных оттенков левых взглядов. Я же человек крайне толерантный к различным позициям…» (2013)[24]
- В октябре 2006 года Иван Мельников должен был подменить уехавшего в командировку Зюганова и представлять КПРФ на встрече президента России Владимира Путина с лидерами думских фракций. «Когда приглашают на день рождения одного человека, а вместо него вдруг приходит другой, разве это уважительно по отношению к имениннику?», — прокомментировал Путин.[25]

## Санкции
Из-за поддержки российской агрессии и нарушения территориальной целостности Украины во время российско-украинской войны находится под персональными международными санкциями разных стран. С 14 марта 2022 года находится под санкциями всех стран Европейского союза. С 31 декабря 2020 года находится под санкциями Великобритании. С 11 марта 2022 года находится под санкциями Соединённых Штатов Америки. С 24 февраля 2022 года находится под санкциями Канады. С 2 апреля 2020 года находится под санкциями Швейцарии. С 4 мая 2022 года находится под санкциями Австралии. С 15 марта 2022 года находится под санкциями Японии.
Указом президента Украины Владимира Зеленского от 7 сентября 2022 находится под санкциями Украины. С 12 октября 2022 года находится под санкциями Новой Зеландии.

## Награды и премии
- Орден «Знак Почёта»[3].
- Орден Почёта (8 июня 2016 года, Белоруссия) — за значительный личный вклад в укрепление дружественных отношений и сотрудничества между Республикой Беларусь и Российской Федерацией, становление Союзного государства, развитие экономических, научно-технических и культурных связей[27][28]
- Медаль «Дружба» (2009, Куба)[29]
- Медаль «В память 850-летия Москвы»
- Заслуженный работник высшей школы Российской Федерации (4 августа 2010 года) — за заслуги в научно-педагогической деятельности и подготовке квалифицированных специалистов[30]
- Почётная грамота правительства Российской Федерации (22 июня 2016 года) — за заслуги в законотворческой деятельности и многолетний добросовестный труд[31]
- Благодарность Правительства Российской Федерации (20 июля 2019 года) — за большой вклад в развитие российского парламентаризма и активную законотворческую деятельность[32]
- Отличник народного просвещения[33].
- Медаль «За укрепление парламентского сотрудничества» (26 ноября 2015 года, Межпарламентская ассамблея СНГ) — за особый вклад в развитие парламентаризма, укрепление демократии, обеспечение прав и свобод граждан в государствах — участниках Содружества Независимых Государств[34].
- Юбилейная медаль «МПА СНГ. 25 лет» (13 октября 2017 года, Межпарламентская ассамблея СНГ) — за заслуги в деле развития и укрепления парламентаризма, за вклад в развитие и совершенствование правовых основ функционирования Содружества Независимых Государств, укрепление международных связей и межпарламентского сотрудничества[35].